# West Clear Creek Wilderness
Pour les articles homonymes, voir Clear.
Le West Clear Creek Wilderness est une zone sauvage (Wilderness) de 6 167 hectares située dans l'État américain de l'Arizona. West Clear Creek est formé par la jonction de Willow Creek et de Clover Creek dans le Mogollon Rim, qui fait partie du plateau du Colorado. Située à l'est de Camp Verde, la zone fait partie de la forêt nationale de Coconino. Les activités courantes à West Clear Creek sont la natation, le camping, la chasse, la pêche et la randonnée. Une variété de plantes et d'animaux peut être trouvée toute l'année.

## Galerie

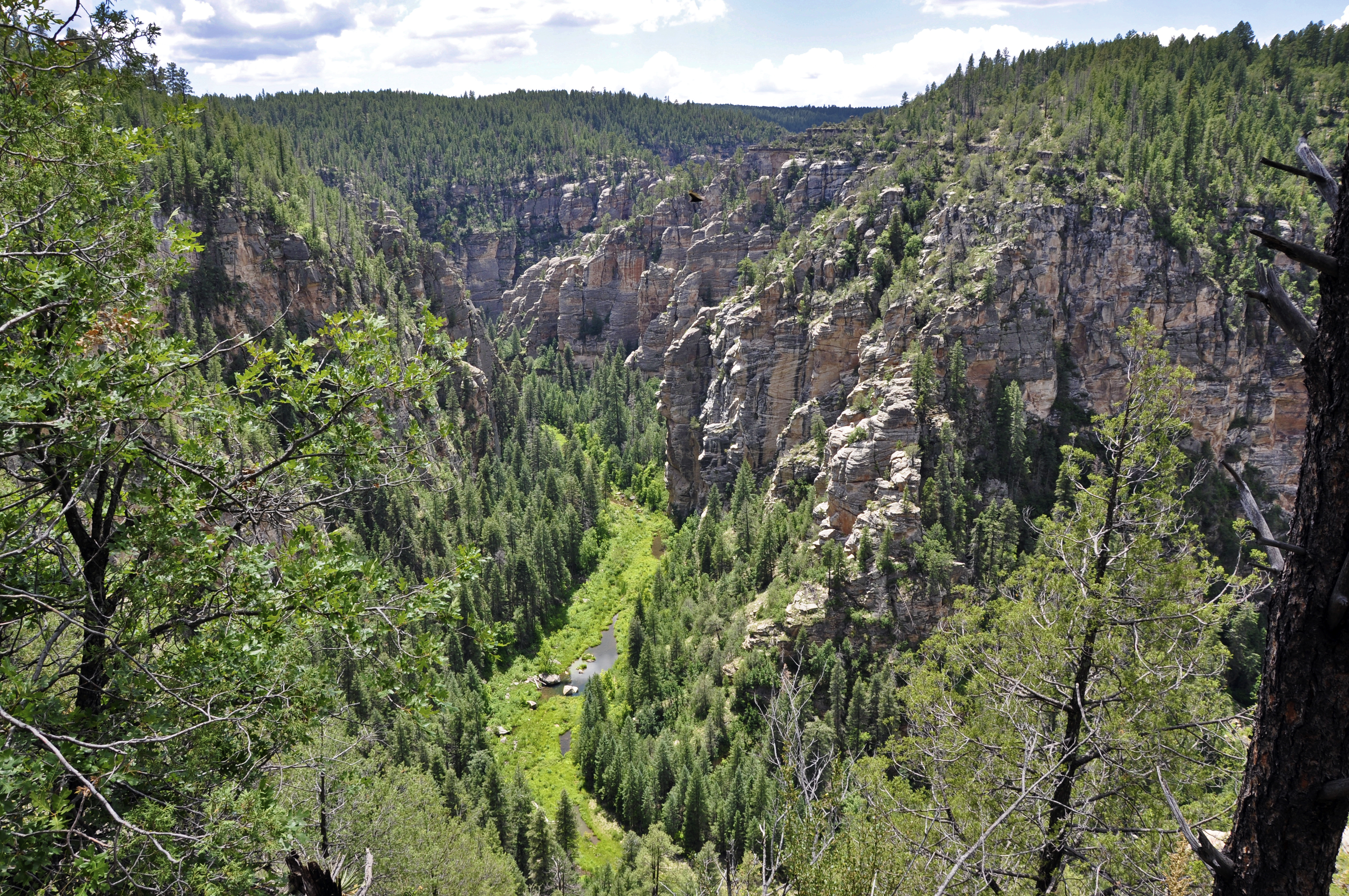
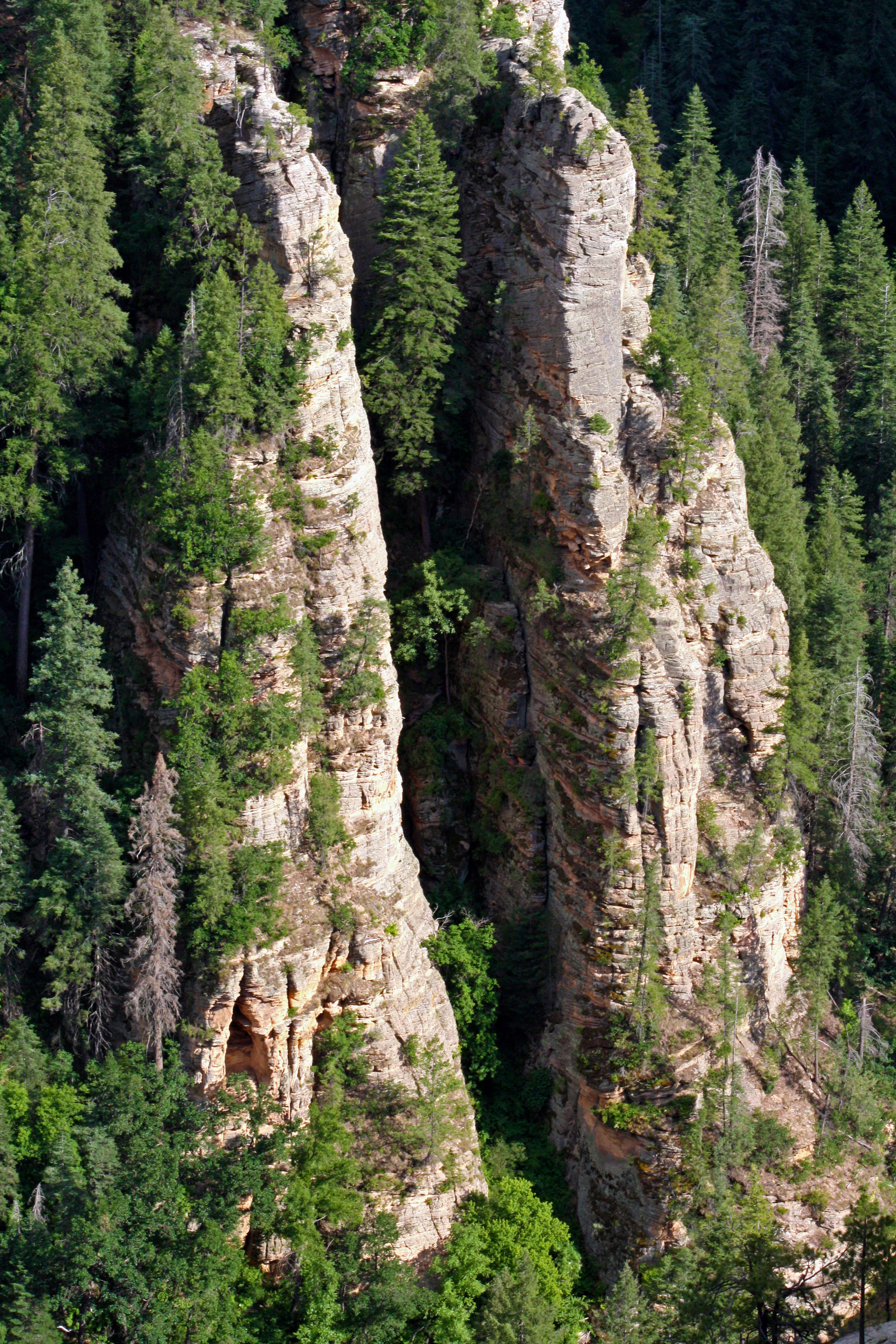
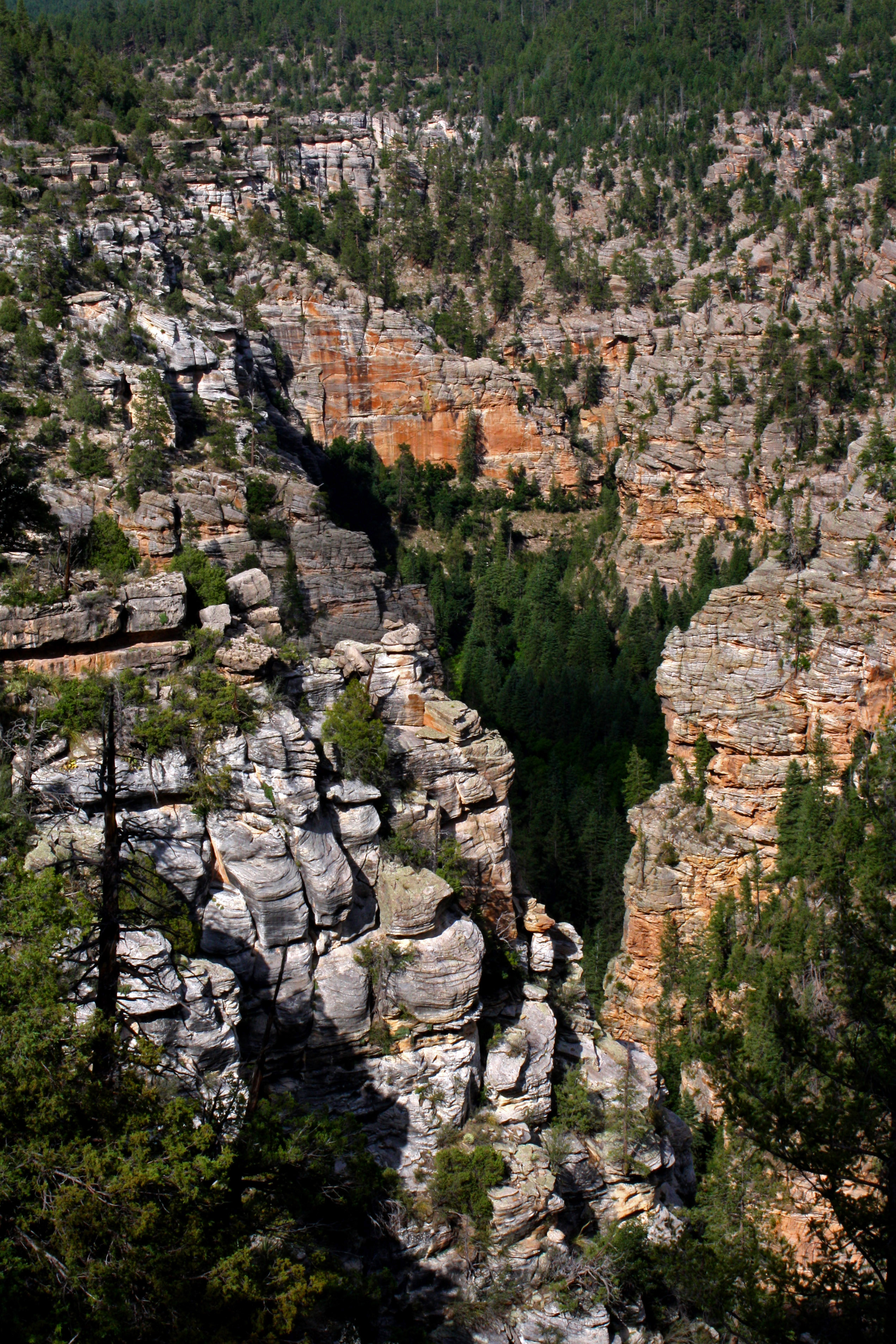
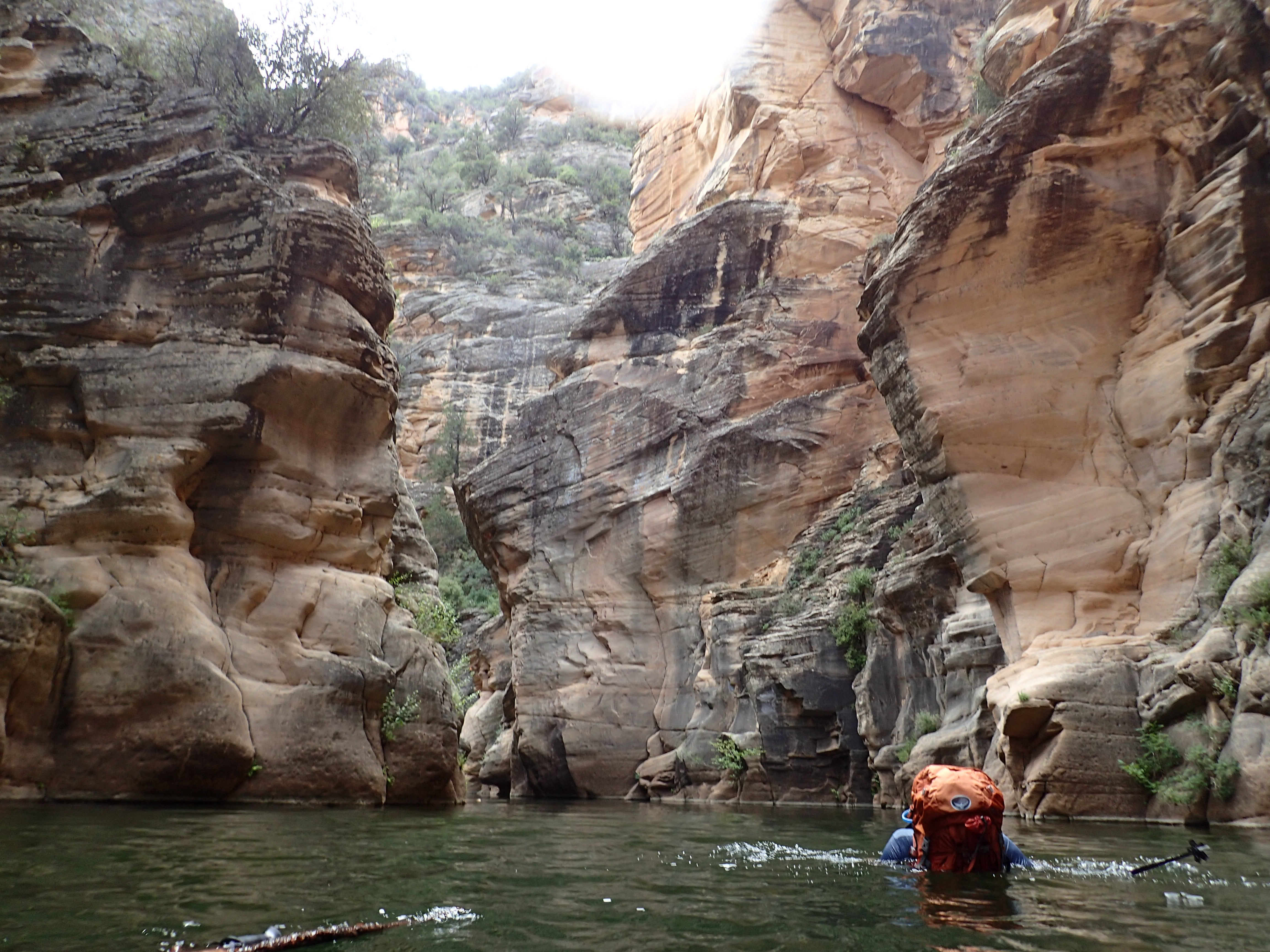
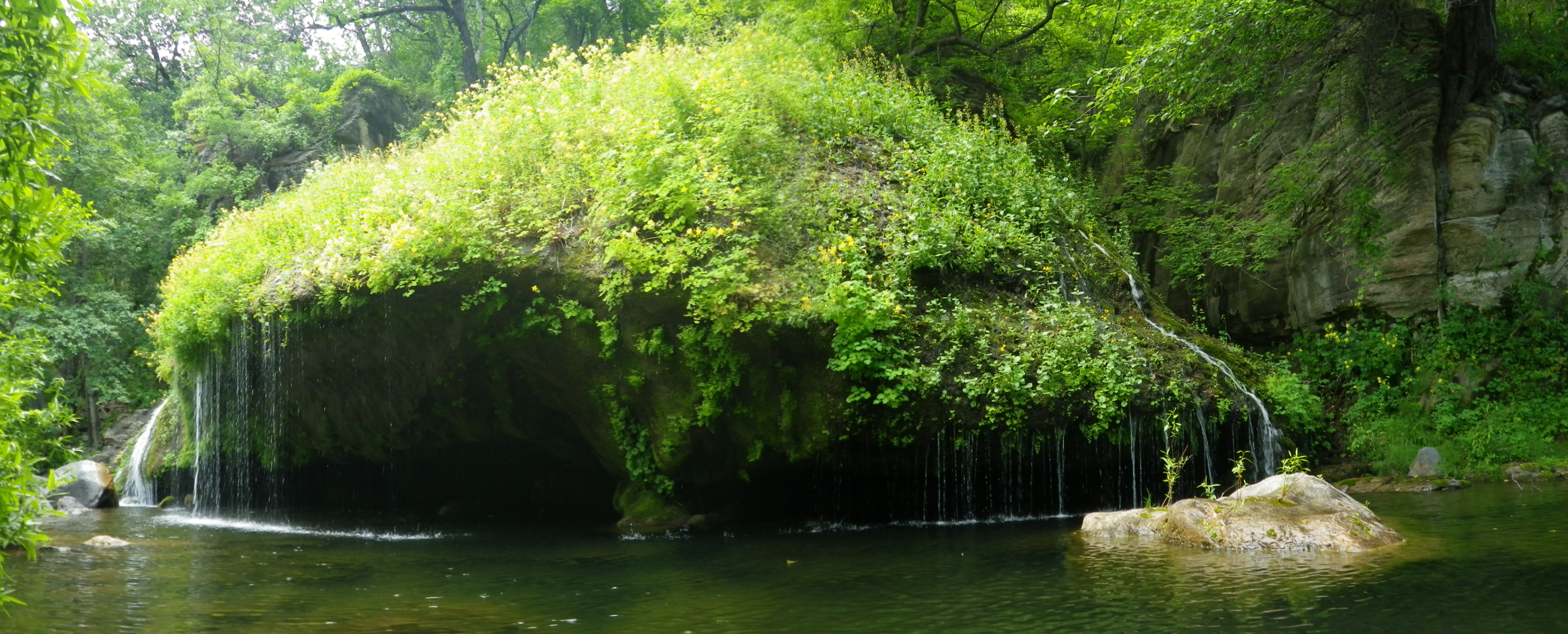
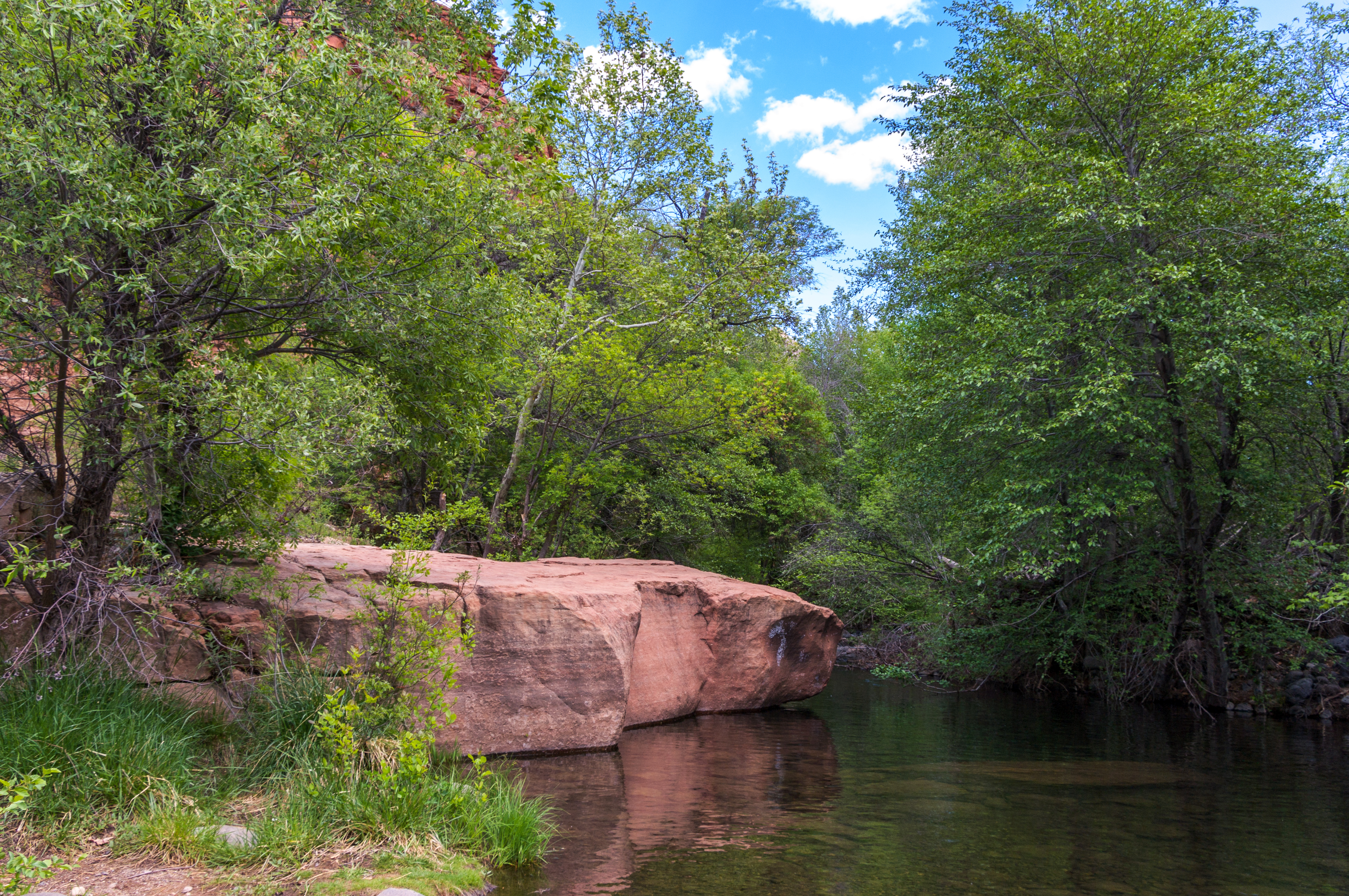